# Stålhandske
Stålhandske är en adlig ätt, eller möjligen två befryndade adliga ätter, den ena från Västergötland vilken utdog i mitten av 1600-talet, och den andra från Finland, men båda behandlas idag som en ätt på Svenska Riddarhuset, där den tidigare ätten Stålhandske i Finland idag kallas bara Stålhandske, eftersom Stålhandske i Västergötland utslocknade under 1600-talet.
Vapen: "Två försölfrade stålhandsker uti ett blått fiäldh och under handskarne en försölfrad stridshammer tvert öfver uti ett rödt fiäldh, item en öpen tornerehjälm, krantzenn och hjälmtäcket rött och blått. Ther ofvan uppå en försölfrad stålhandske emellan två hanefiädrer, then ene röd, then andre blåå."

## Historia
Den finländska ätten adlades 16 augusti 1574 samt den 15 juni 1578 med de båda bröderna, kammarjunkaren och ståthållaren Joen Tyrilsson (död 1606) samt skeppshövitsmannen och ståthållaren Harald Tyrilsson (död 1602). Med en son till den förstnämnda, ståthållaren över Kexholms slott Hans Jonsson Stålhandske till Siölax introducerades den grenen 1625 på Riddarhuset genom lottning – med ovan nämnda ätt – under nr 98. Den senare adlade grenen härstammande från Harald Tyrilsson hade troligen utslocknat före Riddarhusets tillkomst 1625.
Originalsköldebrevet för den finska ätten Stålhandske som adlades 1574 har förkommit vid eldsvåda medan originalsköldebrevet för den 1578 adlade brodern endast är bevarat till en tredjedel och förvaras i Finländska Riksarkivet (Pergamentsbrevsamlingen).

## Släkttavla Stålhandske i Finland
1. Tyril. Kallas i sondottern Margareta Stålhandskes personalier Tyril Stålhandske och uppgives varit gift med Anna Mattsdotter Ruuth. Något bevis härför synes dock ej finnas.
  1. Harald Tyrilsson till Germundö i Saltviks socken, Åland, som han fick genom sitt gifte. Anförare för en ryttarfänika 156314. Stallmästare för de svarta ryttarne ännu 156614. Skeppshövitsman 156814. Erhöll 1568-11-06 frälsebrev på nio skattehemman i Saltviks socken samt 1570-07-22 Vinkle. Förordnad att upptaga krigsgärd på Åland 1576-07-27. Adlad 1578-06-15 och fick därvid samma vapen, som brodern förut erhållit. Var 1590-07-07 jämte brodern Joen en av undertecknarna av adelns försäkran till konung Johan14. Ståthållare samtidigt med brodern Joen på Kastelholm 1597–1601-10-30. Död 1602 i pesten i Stockholm.1 Gift 1) med N. N. Gift 2) omkring 15671 med Anna Lapp i hennes 3:e gifte (gift 1) med slottsloven på Kastelholm Henrik Persson Gyllenflög av en åländsk frälsesläkt, död 1555 eller 1556. Gift 2) omkring 1557 med fogden på Kastelholm Joen Westgöte, avrättad 1563), död 1616 (enligt annan uppgift senast 1614), dotter av fogden på Åland Henrik Jönsson Lapp, adlad 1530, och Anna Nilsdotter Sluk, av en åländsk frälsesläkt.
  2. Joen Tyrilsson. Ståthållare. Död 1606. Se Tab. 4
  3. ?Kerstin Tyresdotter, född 1584, död 1652. Gift med domprosten i Linköping Magnus Haraldi Wallerstadius, född 1574 i Vallerstads socken Östergötlands län, död 1655-03-07 i Linköping. (Wallerius från Vallerstad uppger namnet Kerstin Turesdotter Rosengren)

## Stålhandske i Västergötland
Den svenska under 1600-talet utslocknade ätten, som härstammade från en kronobonde Anders till Söderbo kronohemman, adlades 1565 med hans son slottsloven på Gullberg Sven Andersson (1530–1586). Den sistnämndes sonson och ättens mest välbekanta medlem var en av  trettioåriga krigets mest berömda härförare, generalen Torsten Stålhandske Hummelsund och Västerby eller Nygård i Borgå socken (1593–1644) som å sin ätts vägnar introducerades på Riddarhuset 1625 genom lottning –  med nedan nämnda ätt – under nr 66.
1. Sven Andersson till Torpa (i Segerstads socken, Skaraborgs län). Tillbytte sig av kung Gustav Vasa 1555-03-08 Söderbo (nu Mariedal) i Ova socken, Skaraborgs län mot Sjöryd i Ås socken, Skaraborgs län och Näs i samma socken, Vartofta härad Skaraborgs län, vilka han erhållit med sin hustru, vilket byte bekräftades av konung Erik XIV 1562. Underskrev adelns trohetsförsäkran till konung Erik 15613. Bevistade mönstringen med Västgötafrälset 1563. Adlad 1565-06-14. Möjligen samme Sven Andersson, som var ryttmästare för en fana Västgöta ryttare under danska kriget 1566 och 1567 samt blev fången av danskarna sistnämnda år 10/11. I slottsloven på Älvsborgs fästning 1572-03-24–1573-01-23 och på Gullbergs fästning 1573-11-11. Levde 1582, men var död 1586. Gift 1555 med Brita Bengtsdotter, som levde änka 15987, dotter av häradshövdingen Bengt Pedersson (Svenske) och Gyrith Torstensdotter (Forstenasläkten). Hon erhöll i morgongåva Söderbo, vilket hon sålde 1596.
  1. Anders Svensson. Sålde med moderns samtycke en gård 1588. Tjänade jämte sina tre bröder i kriget i Livland under Anders Lennartsson (1598–1605).
  2. Torsten Svensson. Död 1598.
  3. Anna Svensdotter. Gift med Hans Hising till Äspelunda.
  4. Brita Svensdotter. Gift med Håkan Larsson (Dufva i Västergötland), i hans 1:a gifte.
  5. Jesper Svensson.
  6. Lindorm Svensson. Tjänade jämte sina bröder i livländska kriget under Anders Lennartsson.
  7. Estrid Svensdotter, död ogift.
  8. ?Sigrid Svensdotter. Gift med Joen Torstensson (stamfader för adliga ätten Blanckenfjell).

## Striden mellan Stålhandskarna
En tvist om vilken av ätterna Stålhandske, nr 66 eller nr 98, som blivit utsedd vid lottningen om sätena på Riddarhuset 1625 uppstod 1643 mellan nedan nämnda general Torsten Stålhandske (i Västergötland) och Johan Hansson Stålhandske (i Finland), en son till nedan nämnda Hans Jonsson Stålhandske.
Gustaf Elgenstierna skriver i Den introducerade svenska adelns ättartavlor 1925-36:
| ”                     | Visserligen upptages numret 66 i tredje klassen enligt förteckningen över »Sääten eller ordningen på riddarhuset» 1632 av »Stålhanscher», men om därmed menas de finska eller svenska, säges icke, och under hela tiden 1625–1643 synes, av protokollen att döma, detta nummer icke varit representerat vid någon av riksdagarna. Den ende levande manliga medlemmen av den finska ätten var 1625 endast fem år gammal (Johan Hansson Stålhandske, född 1620), medan den svenska ättens huvudman generalen Torsten Stålhandske, vilken under oriktiga förutsättningar blivit uppförd på riddarhusgenealogien för den finska ätten, genom de ständiga krigen var förhindrad att infinna sig till riksdagarna. Emellertid hade han låtit uppsätta sin vapensköld på riddarhuset. Härom förmäler ridderskapets och adelns protokoll för den 10 oktober 1643, att lantmarskalken denna dag uppträdde och berättade, att han hade communicerat Hans Exel. Rikz-Cantzleren om Stålhandske sätet och ställe, som är N:o 66, som generalmajoren Torsten Stålhandske hafver sig tillärnat och sitt vapn här på Riddarhuset uphengdt, hvilket honom uti den törsta lottkastningen icke är tillfallen, uthan Hans Jonsson Stålhansche till Siölax, fordom ståthållare på Kexholm, i lottagandet bekommit och icke generalmajoren Stålhanschen, som då var ung och i krigstienster, och då icke så vida namnkunnig» samt anhöll på Hans Jonssons sons Johan Stålhandskes till Sjölaks vägnar, att denne skulle få åtnjuta sin faders ställe till dess generalen, som då var ute i kriget, hemkomme, »och de då derom disputera kunne», vilket bifölls. Då emellertid ståthållaren Hans Jonsson (Stålhandske) vid lottkastningen 1625 redan var död (han begrovs i mars 1624), avser lottkastningen tydligen ätten. Generalen Torsten Stålhandske blev aldrig i tillfälle att försvara sin eventuella rättighet till numret, ty han avled redan följande år i Tyskland, och samma år (1644) lät Johan Stålhandske till Sjölaks nedtaga hans vapen på riddarhuset och i stället uppsätta sitt eget. Rätten till numret bestreds honom dock av generalens kusin Torsten Jespersson Stålhandske vid riksdagarna 1647 och 1655 utan att frågan avgjordes. Sannolikt avled den sistnämnde kort därefter och, ehuru ännu en gång vid matrikelns uppläsande under riksdagen 1668 den 17 juni Johan Stålhandskes rättighet till sätet före de svenska Stålhandskarne ifrågasattes, fick den finska ätten därefter obestritt behålla numret, som sedermera ändrats till 98. Sannolikt hade den svenska ätten Stålhandske vid denna tid utdött. | „ |
| – Gustaf Elgenstierna | |   |

Denna strid tordes ej ha lösts förrän mer än ett sekel efter introduktionen, när Riddarhusdirektionen beslöt den 23 februari 1769 att en avkomling i femte led till Joen Tyrsilsson skulle bibehållas vid huvudmannarättigheterna. Sannolikt har lottningen 1625 ej avsett viss ättemedlem utan ätten såsom helhet. Ätten uppflyttades den 3 november 1778 i dåvarande riddarklassen.

## Personer med efternamnet Stålhandske
- Berndt Stålhandske (1906–1969), musiker
- Thomas Stålhandske (1911–1977), officer i flygvapnet
- Torsten Stålhandske (1593–1644), general
- Ella Stålhandske (1999-nutid), akustiker
- Dag Stålhandske (1969-nutid), civilingenjör